# Катастрофа EMB 120 под Брансуиком
Катастрофа EMB 120 над Брансуиком — авиационная катастрофа, произошедшая в пятницу 5 апреля 1991 года. Авиалайнер Embraer EMB-120RT Brasilia авиакомпании Atlantic Southeast Airlines (ASA) совершал внутренний рейс ASE 2311 по маршруту Атланта—Брансуик, но во время захода на посадку внезапно накренился влево, рухнул на землю и полностью разрушился. Погибли все находившиеся на его борту 23 человека — 20 пассажиров и 3 члена экипажа.

## Самолёт
Embraer EMB-120RT Brasilia (регистрационный номер N270AS, заводской 120218, серийный 218) был выпущен в 1990 году (первый полёт совершил 30 ноября). 18 декабря того же года был передан авиакомпании Atlantic Southeast Airlines (ASA). Оснащён двумя турбовинтовыми двигателями Pratt & Whitney Canada PW118. Последний плановый ремонт проходил 1 апреля 1991 года, никаких неполадок обнаружено не было. На день катастрофы совершил 845 циклов «взлёт-посадка» и налетал 816 часов.

## Экипаж и пассажиры
Состав экипажа рейса ASE 2311 был таким:
- Командир воздушного судна (КВС) — 34-летний Марк Фридлайн (англ. Mark Friedline). Очень опытный пилот, проработал в авиакомпании ASA 9 лет и 10 месяцев (с 15 мая 1981 года). Управлял самолётами DHC-7 и EMB-110. Налетал 11 724 часа, 5720 из них на Embraer EMB-120 Brasilia.
- Второй пилот — 36-летний Генри «Хэнк» Джонстон (англ. Henry «Hank» Johnston). Опытный пилот, проработал в авиакомпании ASA 2 года и 10 месяцев (с 6 июня 1988 года). Налетал 3925 часов, 2795 из них на Embraer EMB-120 Brasilia.

В салоне самолёта работала одна стюардесса — 30-летняя Синди Крабти (англ. Cindy Crabtee). Проработала в авиакомпании ASA 5 лет (с 1986 года).
Среди пассажиров на борту самолёта находились:
- Джон Тауэр, бывший сенатор США от штата Техас и его дочь Мэриан.
- Мэнли Картер, астронавт НАСА.

## Хронология событий
5 апреля 1991 года КВС Фридлайн и второй пилот Джонстон прибыли в аэропорт Дотана (Алабама) на такси примерно в 06:15 EST; таксист впоследствии сообщил, что пилоты были в хорошем настроении и с готовностью участвовали в разговоре с ним. Оба пилота сначала совершили рейс из Дотана в Атланту, затем из Атланты в Монтгомери (Алабама) и в 10:42 вновь вернулись в Атланту. После возвращения экипаж получил запланированный отдых в 2,5 часа.
Первоначально планировалось, что рейс ASE 2311 будет выполнять другой Embraer EMB-120RT Brasilia — борт N228AS. Но на нём были обнаружены некоторые механические проблемы, поэтому на рейс был назначен борт N270AS. В день катастрофы этот самолёт уже выполнил 4 рейса без каких-либо нареканий. Рейс ASE 2311 вылетел из Атланты в 13:47 (с задержкой на 23 минуты).
В ходе полёта экипажу пришлось несколько отклониться от маршрута, чтобы обогнуть грозовой фронт.
В 14:48 экипаж сообщил диспетчеру в Джэксонвилле (Флорида), что они видят аэропорт Брансуика, и сразу после этого они получили разрешение на посадку от диспетчера аэропорта на ВПП №07 с визуальным контролем. Последний радиообмен рейса 2311 состоялся с менеджером авиакомпании ASA, в ходе которого пилоты не сообщали о каких-либо технических проблемах. 3 минуты спустя, в 14:51 EST, рейс ASE 2311 рухнул в лес в 3 километрах от аэропорта Брансуика. Лайнер полностью разрушился и сгорел, все 23 человека на его борту погибли.

### Показания свидетелей
- Несколько свидетелей впоследствии сообщили, что самолёт подлетал в условиях хорошей видимости, но летел необычно низко — на высоте 30-60 метров.
- Многие свидетели отмечали, что самолёт имел сильный крен влево, так что крылья встали перпендикулярно земле, затем самолёт резко опустил нос к земле и исчез из виду за деревьями.
- Один из свидетелей сообщил, что самолёт выпустил облако дыма до (или после) того как накренился влево. Другие говорили о необычном шуме в течение последних секунд полёта, хотя эти звуки прекратились до того, как самолёт упал на землю.
- Одним из свидетелей был пилот, который ехал на машине по дороге к юго-западу от аэропорта. Он сообщил следствию, что рейс 2311 летел нормально и на нормальной высоте, и считал, что снижение проходило как надо. Самолёт выполнил разворот на 180° для захода на посадку, и его немного бросило перед тем, как он стал крениться влево, но свидетель не видел ни огня, ни дыма, и считал, что оба винта вращались без перебоев.

## Расследование
С самого начала к расследованию причин катастрофы рейса ASE 2311 было приковано внимание прессы.
Расследование проводилось Национальным советом по безопасности на транспорте (NTSB).
Окончательный отчёт расследования NTSB был опубликован 25 апреля 1992 года.
Согласно отчёту, причиной катастрофы не могли быть проблемы с закрылками, элеронами или рулём направления. Это было выяснено после множества симуляций, в которых пилотам удалось удержать самолёт под контролем. После детального исследования двигателей была отброшена гипотеза об их отказе.
Расследование NTSB выяснило, что

сильно асимметричная тяга вызвала крен влево, который привёл к потере управления. Следствие рассмотрело все возможные версии, которые могли вызвать потерю управления. Исследование силовых установок и винтов показало, что двигатели работали нормально, но произошёл сбой в системе одного из винтов, что привело к аномально низким углам наклона лопастей винта и высокому сопротивлению потоку на левом борту самолёта.

NTSB выяснил, что экипаж не мог видеть реальной проблемы до того, как угол лопастей винта опустился до 24-26°. Утверждалось, что самолётом было очень сложно управлять после того, как угол лопастей опустился ниже 22°. По всей видимости, пилоты обнаружили проблему только после того, как скорость вращения винтов сильно увеличилась, и это стало выражаться в сильном наклоне. Тем самым экипаж не мог сообщить о проблеме до того, как она проявила себя.
Также в отчёте было отмечено, что авиакомпания ASA допускала переработки в работе пилотов, из-за чего их сон мог сокращаться до 5-6 часов, хотя это и не оказало влияния на катастрофу.
В качестве вероятной причины катастрофы рейса ASE 2311 в отчёте NTSB была указана:

потеря контроля в полёте в результате неисправности блока управления винта левого двигателя, что привело к снижению угла лопастей винта ниже положения свободного полёта. Вкладом в катастрофу стал дефект конструкции блока управления винта, разработанного компанией «Hamilton Standard» и утверждённого Федеральным управлением гражданской авиации. Конструкция неправильно отрабатывала режим отказа, который имел место во время полёта, что привело к самопроизвольному и неисправимому повороту лопастей левого винта самолёта ниже положения свободного полёта.

## Культурные аспекты
Катастрофа рейса 2311 показана в 15 сезоне канадского документального телесериала Расследования авиакатастроф в эпизоде Катастрофа (англ. Steep Impact).